# Miraculous – Geschichten von Ladybug und Cat Noir
Miraculous – Geschichten von Ladybug und Cat Noir (Original: Miraculous, les aventures de Ladybug et Chat Noir, Frankreich) ist eine animierte Fernsehserie mit Elementen aus dem Familien-, Romantik-, Fantasy- und Action-Bereich, die ihre Premiere am 1. September 2015 beim Educational Broadcasting System (EBS) bzw. 19. Oktober 2015 auf TF1 feierte. Die Serie startete am 17. Mai 2016 auf dem deutschen Disney Channel. Ein Spin-off der Serie, Miraculous Chibi, wurde am 31. August 2018 auf YouTube und anderen Kanälen erstmals ausgestrahlt. Ein Realfilm der Serie war lange geplant, wurde jedoch durch einen animierten Musicalfilm zur Serie ersetzt. Dieser war ursprünglich für 2021 geplant und kam schließlich am 11. Juni 2023 als Miraculous: Ladybug & Cat Noir – Der Film in die Kinos.

## Handlung
Die Pariser Teenager Marinette Dupain-Cheng und Adrien Agreste erhalten jeweils ein verzaubertes Schmuckstück – „Miraculous“ – und das dazugehörige Zauberwesen – „Kwami“ (Tikki und Plagg) –, wodurch sie sich in die Superhelden Ladybug und Cat Noir verwandeln können. Gemeinsam kämpfen sie gegen die von Hawk Moth/Shadow Moth/Monarch „akumatisierten“ Menschen, um Paris zu retten.
„Hawk Moth“, in Staffel 4 als „Shadow Moth“ und Staffel 5 als „Monarch“, kann besondere Schmetterlinge in „Akumas“ bzw. „Megaakumas“ verwandeln, die die Träume und Wünsche von Menschen in die Realität umsetzen und sie in, mit Hawk Moth zusammenarbeitende Gegner, mit übernatürlichen Kräften verwandeln. Als Shadow Moth hatte er auch noch das Pfauenmiraculous und als Monarch mehrere Miraculous.
Nebenbei meistern Marinette und Adrien ihren Schulalltag und suchen die große Liebe. Das Problem dabei ist, dass Adrien in Ladybug verliebt ist und Marinette in Adrien, jedoch beide nichts von der Geheimidentität des anderen wissen. Am Anfang der fünften Staffel ändert sich dies jedoch und Marinette verliebt sich in Cat Noir und Adrien in Marinette. Seit Staffel 6 hat die Serie einen komplett neuen Animationsstil und Lila/Cerise besitzt das Schmetterlings-Miraculous. Die akumatisierten Superschurken dürfen selbst entscheiden, wie sie heißen. Wenn Lila/Cerise mit den Superschurken spricht, verstellt sie die Stimme und taucht in einem schwarzen Wirbel auf. Mittendrin steckt die akumatisierte Person in der nicht akumatisierten Version. Cerise nutzt „Ultraakumas“ um Menschen zu akumatisieren und „Antiakumas“. Damit kann sie auch die anderen Personen, die durch die Kraft des akumatisierten Superschurken getroffen sind und gegen den Superschurken handeln, oder gegen sie, die Kräfte nehmen, ebenso anderen Miraculous-Trägern.

## Figuren

### Menschen

#### Marinette Dupain-Cheng/Ladybug/Lady Noir/Multi Mouse/Bug Noir

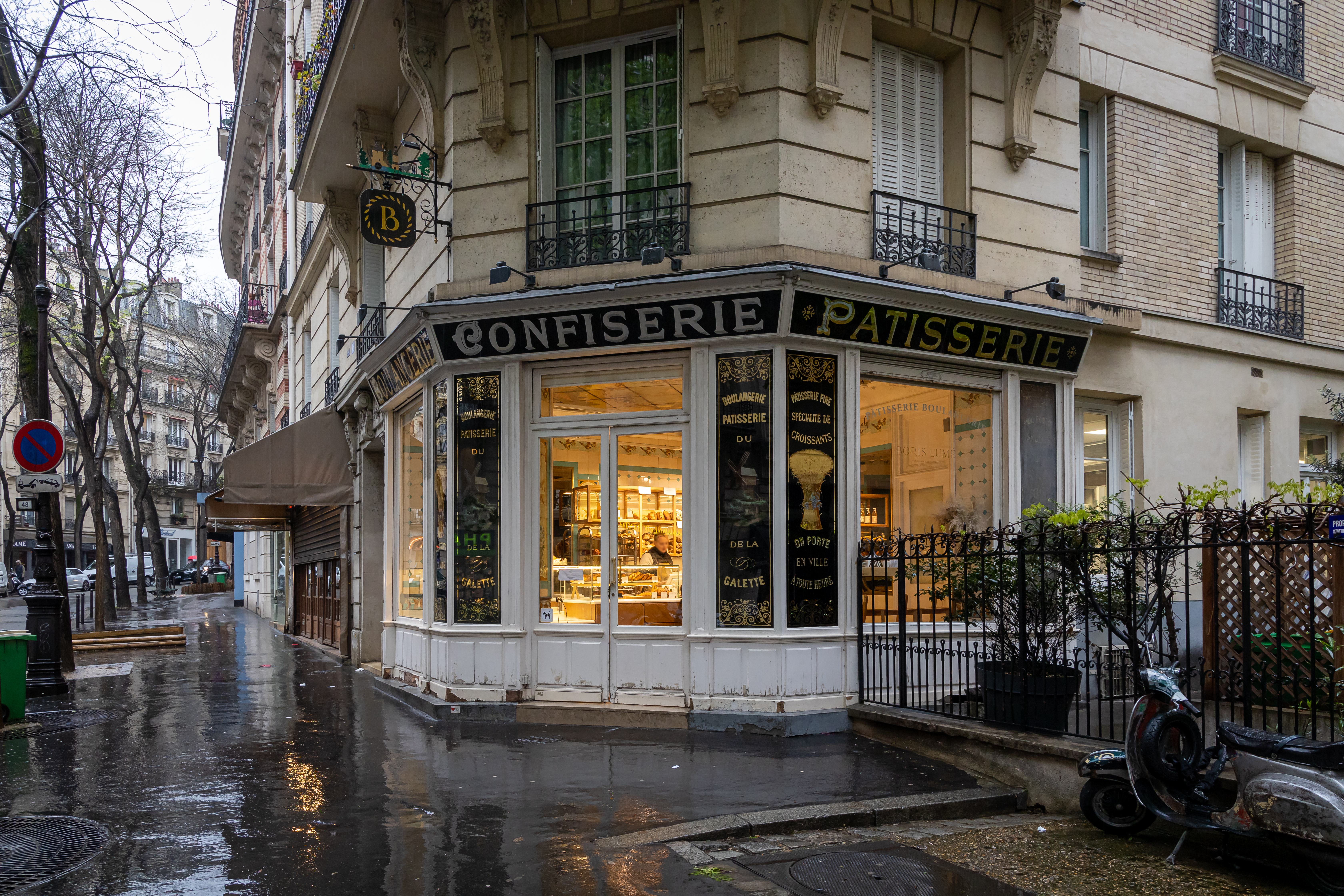
Die Bäckerei von Boris Lumé in der Pariser Rue Caulaincourt 48 diente als Vorbild für die elterliche Bäckerei von Marinette Dupain-Cheng.

Marinette ist eine nette und freundliche Jugendliche, die für alle in ihrer Nähe wie ein Sonnenschein wirkt. Ihre Eltern Tom Dupain und Sabine Cheng betreiben eine Bäckerei, über deren Geschäftsräumen die Familie wohnt. Marinette ist immer gut gelaunt, aufgeweckt und positiv, aber auch sehr tollpatschig, handelt zu spät und impulsiv. Sie ist in den beliebten Jungen Adrien, den Sohn des berühmten Modedesigner Gabriel Agreste, verliebt und hütet ein Geheimnis: Sie ist die Superheldin Ladybug. Um sich in Ladybug zu verwandeln, braucht sie ihre Marienkäfer-Ohrringe (ihr Miraculous) und ihren Kwami, eine kleine rot-schwarz gepunktete Kreatur, die auf den Namen Tikki hört. Diese Kreatur beruhigt sie und hilft ihr bei ihren Missionen. Gemeinsam mit Cat Noir durchkreuzt sie die Pläne des Bösewichts Hawk Moth. Ihre Superkraft heißt Glücksbringer, die die verschiedensten Gegenstände hervorbringt; sie erzeugt bestimmte rote Objekte mit schwarzen Punkten, die Ladybug einen Weg aufzeigen, einen Schurken zu besiegen. Wenn sie diese Objekte hochwirft und dabei „Miraculous Ladybug“ ruft, verschwinden sie in einem Schwarm aus Marienkäfern, die den vom Schurken verursachten Schaden reparieren. Außerdem besitzt sie eine weitere Superkraft, mit der sie die Akumas einfängt und „entakumatisiert“, wieder in weiße Schmetterlinge verwandelt. Cat Noir nennt sie gerne „Pünktchen“ oder „my Lady“. Sie wurde Ende Staffel 3 zur Hüterin der Miraculous. Seitdem sieht die Schatulle, in der sich die Miraculous befinden, anders aus, als die von Meister Fu. Außerdem kann sie mit ihrem Jojo auf die Miraculous in der Schatulle zugreifen. In der vierten Staffel entwickelt sie ihre Kräfte weiter und kann ab da nach der Entakumatisierung eines Schurken einen personalisierten magischen Anhänger für ihn erschaffen, der zukünftige Akumatisierungen verhindert; ein Anhänger kann sogar zu einem großen Schild wachsen, der die Akumas an sich reinigen kann. Am Ende der 4. Staffel gab sie Felix das Hunde-Miraculous, weil sie dachte es wäre Adrien – er konnte mit dem Ball das Jojo holen und gab es Shadow Moth im Tausch mit dem Pfauen-Miraculous. Daraufhin erhielt dieser fast alle Miraculous. Ab Staffel 5 sind Marinette und Adrien ein Paar. Am Ende dieser Staffel erfahren Ladybug und Monarch schließlich die Identitäten des jeweils anderen und nach seinem Tod hält sie seine wahre Identität als Adriens Vater vor diesem geheim, um ihn zu schützen, sowie vor dem Rest von Paris. Außerdem erhält sie nach ihrem letzten Kampf gegen ihn mit Ausnahme des Schmetterlings alle Miraculous der Chinesischen Schatulle wieder zurück und gibt sie an die bis dato nur sporadisch aufgetretenen Superhelden weiter, die ihre jeweiligen Miraculous von da an permanent behalten; Ladybug bleibt jedoch weiterhin die Hüterin.
Das Special Miraculous World Paris: Geschichten von Shadybug und Claw Noir, das während der fünften Staffel spielt, zeigt eine Version von Marinette aus einem Paralleluniversum, die das Marienkäfer-Miraculous unter dem Namen Shadybug für böse Zwecke benutzt und versucht, Betterfly (Gabriel Agreste) das Schmetterlings-Miraculous abzunehmen, nachdem er sich gegen den bösen Hüter der Miraculous in seiner Welt ("Der Supreme") gestellt hat, der Shadybug, Claw Noir (Adrien Agreste) und Betterfly ihre Miraculous gegeben hat.

#### Adrien Agreste/Cat Noir/Mister Bug/Cat Walker/Cat Blanc/Ephemeral
Adrien ist der Sohn des berühmten Modedesigners Gabriel Agreste und modelt für ihn. Er hat allerdings sehr wenig Freiraum, denn lange Zeit wollte sein Vater ihn vor den Gefahren der Welt schützen. Sein größter Wunsch ist es, ein normales Leben als normaler Junge zu führen. Mit seinem magischen Siegelring (sein Miraculous) verwandelt er sich in Cat Noir. Von Staffel 1–4 ist er in Ladybug verliebt, gibt oft an, um sie für sich zu gewinnen. Allerdings führen seine Bemühungen zu nichts und sie weist ihn öfter ab. An Adriens Seite ist Plagg, sein nachtragender, fauler, gefräßiger und miesepetriger Kwami, der ihm zwar nicht hilft, aber insgeheim für ihn da ist. Plagg liebt Camembert. Adriens Superkraft ist der Kataklysmus, der Gegenstände, die er berührt, auf verschiedene Weise zerstört oder unbrauchbar macht. Falls er bei einem Menschen angewendet wird, wird dieser schwer verletzt. Außerdem besitzt er die Kraft, im Dunkeln zu sehen. In Staffel 5 verliebt sich Adrien in Marinette und sie werden ein Paar. In Staffel 6 erlernt er eine zusätzliche Kraft namens „Miraculous Cat Noir“, die ähnlich wie Ladybugs Kraft funktioniert, nur umgekehrt; damit kann er von akumatisierten Schurken erschaffene Dinge zerstören, die nicht als physischer Schaden gelten und deswegen nicht von Ladybug repariert werden können.
Das Special Miraculous World Paris: Geschichten von Shadybug und Claw Noir, das während der fünften Staffel spielt, zeigt eine Version von Adrien aus einem Paralleluniversum, der das Miraculous der Schwarzen Katze unter dem Namen Claw Noir für böse Zwecke benutzt und versucht, Betterfly (Gabriel Agreste) das Schmetterlings-Miraculous abzunehmen, nachdem er sich gegen den bösen Hüter der Miraculous in seiner Welt ("Der Supreme") gestellt hat, der Shadybug (Marinette Dupain-Cheng), Claw Noir und Betterfly ihre Miraculous gegeben hat.

#### Gabriel Agreste/Hawk Moth/Shadow Moth/Monarch/Shadow Noir/Monarchbug/Collector/Nightormentor/Scarlet Moth
Hawk Moth ist der Bösewicht des ersten Handlungsbogens der Serie und versteckt sich an einem geheimen Ort in Paris. In Wahrheit ist er Gabriel Agreste, Adriens Vater, was in Staffel 2 Folge 1 ans Licht kommt. Durch sein Miraculous (eine silberne Brosche, die er an der Brust trägt) hat er die Macht, Menschen ausfindig zu machen, die negative Emotionen haben, und sie mit Hilfe von Akumas (durch Magie in schwarze verwandelte, eigentlich weiße Schmetterlinge) in Bösewichte zu verwandeln. Sein Kwami heißt Nooroo, später verwandelt er sich durch Vereinigung mit dem Pfauen-Kwami Duusu in Shadow Moth. Parallel zu Ladybug entwickelt auch er in Staffel 4 seine Kräfte weiter und kann mit seinen „Megaakumas“ die magischen Anhänger Ladybugs umgehen, die vor Akumatisierungen schützen sollen. Seit Anfang der fünften Staffel nutzt er die Fusion fast aller Kwamis. Diese Form nennt er Monarch; sie wurde bereits im Finale der vierten Staffel angedeutet. Sein Ziel ist es, die Miraculous von Ladybug und Cat Noir in seinen Besitz bringen, um unendliche Macht zu erlangen. Eine alte Sage erzählt, dass der, der die Kraft der Zerstörung (Cat Noir) und die Kraft der Erschaffung (Ladybug) vereint, der mächtigste Mensch auf Erden sein wird. Er will diese Macht, um seine Frau Emelie, Adriens Mutter, wieder zu sich zu holen, die sich in einer Art endlosen Schlaf in einem gläsernen Sarg in einem geheimen Raum unterhalb des Agreste-Anwesens befindet. Am Ende der fünften Staffel erfahren er und Marinette schließlich die Identitäten des jeweils anderen und er schafft es in ihrem letzten Kampf gegeneinander, die beiden Miraculous zu erhalten und sich einen Wunsch zu erfüllen: Er hat sein Leben geopfert und Nathalie im Gegenzug von der Krankheit, die das kaputte Pfauen-Miraculous ihr zugefügt hat, geheilt. Vorher bittet er Marinette darum, Adrien nicht zu erzählen, wer er wirklich war, damit dieser ihn als guten Vater in Erinnerung behält. Gabriel Agreste geht somit als Held in die Geschichte ein, der Ladybug dabei geholfen hat, unter Einsatz seines eigenen Lebens Monarch zu besiegen, und ihm wird eine Statue gewidmet.
Das Special Miraculous World Paris: Geschichten von Shadybug und Claw Noir, das während der fünften Staffel spielt, zeigt eine Version von Gabriel aus einem Paralleluniversum, der das Schmetterlings-Miraculous unter dem Namen Betterfly für gute Zwecke benutzt, seit er sich gegen den bösen Hüter der Miraculous in seiner Welt ("Der Supreme") gestellt hat, der Shadybug (Marinette Dupain-Cheng), Claw Noir (Adrien Agreste) und ihm ihre Miraculous gegeben hat.

#### Chloé Bourgeois/Queen Bee/Antibug/Queen Wasp/Miracle Queen/Queen Banana/Penalty/Sole Destroyer/Queen Mayor
Chloé ist die Tochter des Bürgermeisters von Paris, womit sie andauernd angibt. Wie viele andere Mädchen ist sie in Adrien verliebt und ein großer Fan von Ladybug. Sie ist sehr eingebildet und hält sich für etwas Besseres. Sie blickt auf alles und jeden, der nicht reich und einflussreich ist, herab. Von ihren Eltern bekommt sie fast alles, was sie sich wünscht, weil sie sehr reich sind. Ihre beste Freundin Sabrina wird von ihr herzlos ausgenutzt und mit Geschenken dazu bestochen, Chloés Hausaufgaben zu machen. Ab der zweiten Staffel steht sie als Queen Bee Ladybug zur Seite, wenn es die Situation erfordert. Ihr Miraculous (ein Haarkamm) wird vom Hüter verwahrt, es wird ihr in der Regel von Ladybug gebracht. Der Kwami des Bienen-Miraculous trägt den Namen Pollen. Nach dem Einsatz als Superheldin muss sie ihr Miraculous wieder zurückgeben. In der 4. Staffel erhält Chloés Halbschwester Zoé das Bienen-Miraculous und wird zu Vesperia. Danach verabscheut Chloé Ladybug. Seit der 5. Staffel ist sie mit Lila befreundet und will mit ihr zusammen Ladybug vernichten. Sie mobbt Marinette schon seit einigen Jahren, was oft in verschiedenen Szenen gezeigt wird. In der Folge Verhöhnung sieht man, wie Chloé Marinette fiese Streiche mit Spinnen und Kakerlaken spielt. In Staffel 6 lebt sie in London und man sieht sie nur über Videos in sozialen Netzwerken.

#### Alya Césaire/Rena Rouge/Scarabella/Rena Furtive/Rena Rage/Lady WiFi/Oblivio
Alya ist die beste Freundin von Marinette. Sie hilft ihrer Freundin bei vielen Problemen und akzeptiert sie so wie sie ist. Alya ist nett, taff und hilfsbereit. Außerdem ist sie ein großer Fan von Ladybug und führt einen Blog, den sogenannten Ladybugblog. Für diesen begibt sie sich oft in Gefahr. Alya möchte unbedingt herausfinden, wer sich hinter Ladybugs Maske verbirgt.
Seit der 2. Staffel steht sie als Rena Rouge Ladybug und Cat Noir zur Seite. Ihr Kwami ist ein Fuchs namens Trixx. Sie besitzt ihr Miraculous anfangs ebenfalls nicht dauerhaft, es wird ihr von Ladybug gebracht. In der 4. Staffel erfährt Alya von Marinette, dass sie Ladybug ist. Sie erhält von ihr das Fuchs-Miraculous dauerhaft, um Ladybug und Cat Noir jederzeit beizustehen. Seit sie Marinettes Geheimnis kennt, hilft sie ihrer besten Freundin ebenfalls bei deren Aufgaben als Hüterin. Im Finale der 4. Staffel gibt Alya Ladybug das Fuchs-Miraculous zurück, nachdem Shadow Moth und die anderen Superhelden erfahren, dass sie noch als Rena Furtive im Geheimen aktiv war. Im Finale der 5. Staffel, nachdem Ladybug die Miraculous zurückerlangt, die Monarch gestohlen hatte, kriegt sie das Fuchs-Miraculous jedoch wieder und behält es permanent. In Staffel 6 erfährt sie kurzzeitig, dass Marinette sowohl Adrien als auch sie und den Rest von Paris darüber belügt, wer Adriens Vater wirklich war, woraufhin sie sauer wird; dies wird jedoch wieder rückgängig gemacht.
Das Special Miraculous World Paris: Geschichten von Shadybug und Claw Noir, das während der fünften Staffel spielt, zeigt eine Version von Alya aus einem Paralleluniversum, die eine Verbündete von Betterfly (Gabriel Agreste, der das Schmetterlings-Miraculous für das Gute nutzt) ist.

#### Meister Wang Fu/Jade Turtle/Furious Fu
Meister Fu ist der letzte lebende Hüter der Miraculous. In seiner Jugend hat er einen Fehler begangen, durch den der Orden der Miraculous zerstört wurde und zwei Miraculous (Schmetterling und Pfau) verloren gingen. Er sorgte dafür, dass Marinette und Adrien ihre Miraculous finden, und er hütet auch alle anderen Miraculous in einem magischen Grammophon. Seit der zweiten Staffel steht er Ladybug und Cat Noir öfter als Berater zur Seite. Er selbst trägt das Miraculous der Schildkröte, das er jedoch aufgrund seines Alters nur einmal im Finale der dritten Staffel im Notfall nutzt. Sein Kwami heißt Wayzz. Nachdem er Marinette zur neuen Hüterin ernannt hat, verliert er alle Erinnerungen an die Miraculous und fährt mit seiner alten Liebe fort.

#### Nino Lahiffe/Carapace/Bubbler/Shell Shock/Oblivio/Rocketear
Nino ist der beste Freund von Adrien und immer gut gelaunt. Von der zweiten bis zur vierten Staffel erhält er temporär, ab dem Finale der fünften Staffel permanent, das Miraculous der Schildkröte und verwandelt sich in den Superhelden Carapace. Das Schildkröten-Kwami trägt den Namen Wayzz. Er und Alya sind seit der ersten Staffel ein Paar und kennen die geheime Identität des jeweils anderen.
Das Special Miraculous World Paris: Geschichten von Shadybug und Claw Noir, das während der fünften Staffel spielt, zeigt eine Version von Nino aus einem Paralleluniversum, der ein Verbündeter von Betterfly (Gabriel Agreste, der das Schmetterlings-Miraculous für das Gute nutzt) ist.

#### Nathalie Sancœur/Mayura/Catalyst/Safari
Nathalie ist Sekretärin und persönliche Assistentin des Modedesigners Gabriel Agreste und während der 1. Staffel eine der Nebenpersonen. In der 2. Staffel nimmt ihre Rolle immer mehr an Bedeutung zu, nachdem bekannt wird, dass sie in die Machenschaften ihres Arbeitgebers eingeweiht ist und ihn unterstützt. Im Finale der zweiten Staffel nimmt sie das Pfauen-Miraculous aus Gabriels Tresor und verwandelt sich in die Superschurkin Mayura, um Hawk Moth zu Hilfe zu eilen, als er von den Helden umzingelt wird. Der Kwami des Pfauen-Miraculous heißt Duusu. Nathalie geht es gesundheitlich immer schlechter, wenn sie das Pfauen-Miraculous benutzt, da dieses beschädigt wurde. Es wird im Laufe der Handlung klar, dass sie im Geheimen Gefühle für Gabriel hat und alles tun würde, um zu helfen, dass er seinen Wunsch verwirklichen kann. Am Anfang von Staffel 5 wendet sie sich allerdings gegen ihn, weil sie meint, Gabriel wäre verrückt geworden. Seit dem Finale der fünften Staffel ist sie wieder geheilt, nachdem Gabriel seinen Wunsch erfüllt. Sie weiß danach außerdem von Marinettes Identität als Ladybug, die wiederum weiß, dass Nathalie Mayura war; dies hält Marinette jedoch geheim, damit Nathalie nicht ins Gefängnis muss und Adrien sie auch noch verliert. In Staffel 6 sieht man, dass sie Kontakt zu einer Geheimgesellschaft hat, die weiß, dass Ladybug bezüglich Monarch gelogen hat; die Mitglieder bezeichnen Nathalie als ehemaligen „Schatten des Diamanten“ und ein Mitglied des Rats namens „Die Maschine“ möchte zusammen mit Nathalie, die die Miraculous von Ladybug und Cat Noir beschaffen soll, die Mission des „Diamanten“ fortführen. Ein anderes Mitglied wird von Nathalie „Vater“ genannt.

#### Lila Rossi/Cerise Bianca/Iris Verdi/Daphne Azzurri/Volpina/Chameleon/Hoaxer
Lila Rossi zieht im Finale der ersten Staffel nach Paris. Sie ist eine zwanghafte Lügnerin und Manipulatorin. Nachdem sie entlarvt wurde, weil sie behauptete, selbst eine Superheldin zu sein, um Adrien zu erobern, führt sie einen Rachefeldzug gegen Ladybug. Hawk Moth verwandelt sie daraufhin in Volpina, eine Superschurkin mit derselben Kraft wie der des Fuchs-Miraculous, dem Erzeugen von Illusionen. Er sieht in ihr die ideale Dienerin, da sie sich weigert Ladybug zu vergeben, nachdem sie zurückverwandelt wurde. In der ersten Folge der dritten Staffel wird sie für kurze Zeit zur gestaltwandelnden Superschurkin Chameleon und nimmt sich vor, von nun an Marinette das Leben schwerzumachen, da diese sie als Lügnerin zu entlarven versucht. In einer weiteren Folge kooperiert Lila mit Gabriel Agreste, der sich um seinen Sohn Adrien sorgt und sie dazu benutzt, negative Emotionen in Menschen auszulösen. Seit der 5. Staffel ist sie mit Chloé befreundet und will mit ihr zusammen Ladybug vernichten. Nachdem ihre vielen Lügen aufgedeckt wurden, wurde bekannt, dass sie an einer anderen Schule Cerise genannt wurde. In der vorherigen Staffel wurde sogar bekannt, dass sie auch mehrere Mütter hat. Es ist unklar, zu welcher Mutter sie blutsverwandt ist. Seit dem Finale der fünften Staffel ist sie im Besitz des Schmetterlings-Miraculous und wird zur Hauptantagonistin der sechsten Staffel, auch wenn sie im London-Special erstmals als neuer Hawk Moth in Aktion tritt. Die Helden kennen am Anfang der sechsten Staffel weder die Motive noch den Namen oder gar das Geschlecht des neuen Feindes, da sich Lila/Cerise/Iris/Daphne große Mühe gibt, ihren akumatisierten Opfern nichts über sich zu erzählen und immer mit einer Mischung aus männlichen und weiblichen Stimmen zu sprechen. Sie hat mehrere Identitäten – es ist nicht bekannt, welche ihre wahre Identität ist. Genauso sind ihre wahren Eltern nicht bekannt.

#### Kagami Tsurugi/Ryûko/Riposte/Oni-Chan/Lies/Ryûkomori/Riposte Prime
Kagami ist die Tochter einer japanischen Geschäftspartnerin von Gabriel, Tomoe Tsurugi. Sie ist eine erstklassige Fechterin und Schwertkämpferin. Anfangs wirkte sie etwas distanziert, doch mit der Zeit versucht sie, sich Freunde zu suchen. Sie hegt Gefühle für Adrien; versucht im Gegensatz zu Chloé oder Lila nicht, ihn mit Schmeicheleien oder Lügen für sich zu gewinnen, sondern spricht immer genau aus, was sie denkt. Trotz ihrer offensichtlichen Rivalität mit Marinette werden die beiden Mädchen schließlich Freundinnen. Sie erhält zunächst temporär und später permanent das Drachen-Miraculous. Ihr Kwami trägt den Namen Longg. In Staffel 5 erfährt sie von Ladybugs wahrer Identität. Außerdem weiß sie als eine der wenigen anderen außer Marinette, wer Monarch wirklich war, und respektiert Marinettes Entscheidung, dies vor Adrien geheim zu halten. Sie weiß auch, dass ihre Mutter und Monarch unter einer Decke steckten, aber Marinette liefert sie nicht den Behörden aus, damit Kagami sie nicht verliert.

#### Zoé Lee/Vesperia/Kitty Noir/Sole Crusher
Zoé Lee ist die Halbschwester von Chloé Bourgeois und die Tochter der Modekritikerin Audrey Bourgeois, wofür sie auf ihrer alten Schule ausgeschlossen und verachtet wurde. Ursprünglich wohnte sie in New York, kam aber nach Paris, um ihre andere Familienhälfte zu besuchen. Sie wird jedoch für eine längere Zeit bleiben. Aufgrund ihres Schauspieltalents kann sie ihre Persönlichkeit schnell ändern, daher auch ihr größter Traum, Schauspielerin zu werden. Anfangs versuchte sie, sich den anderen anzupassen, besonders ihrer Schwester, entschloss sich schlussendlich jedoch, ihr wahres Ich zu zeigen. Im Gegenteil zu ihrer Halbschwester und Mutter, ist sie hilfsbereit, zeigt viel Empathie und ist großherzig. Ihre Einstellung führte auch dazu, sich mit Marinette anzufreunden. Ladybug vertraut ihr im Kampf gegen Queen Banana sogar das Bienen-Miraculous an und wird somit die neue Miraculous-Trägerin der Biene, Vesperia. Ihr Stiefvater, André Bourgeois, steht ihr zur Seite und unterstützt sie bei ihrem Vorhaben, einen Film zu drehen. In der Folge „Daddycop“ sieht man, wie Zoé von einem Mann, der Ray heißt, geärgert wird.

#### Luka Couffaine/Viperion/Silencer/Truth
Luka ist der Zwillingsbruder von Marinettes Klassenkameradin Juleka. Er erhält zunächst temporär und später permanent das Schlangen-Miraculous, das ihm die Fähigkeit „Zweite Chance“ gibt. Wenn er diese aktiviert, kann er beliebig oft die Zeit auf den Aktivierungszeitpunkt zurücksetzen, solange dieser nicht mehr als 5 Minuten zurückliegt. Dabei ist er der einzige, der sich an die Ereignisse vor dem Zurücksetzen erinnern kann, und so den Lauf der Dinge verändern kann. Sein Kwami heißt Sass. Sein Vater ist der Rockmusiker Jagged Stone. Er ist Teil der Band Kitty Section. Ab dem Finale der 3. Staffel sind Luka und Marinette ein Paar, allerdings trennt sich Marinette in der ersten Folge der 4. Staffel wieder von ihm, da sie ihm nicht die Wahrheit über ihre geheime Identität als Superheldin erzählen kann. Dadurch wird Luka traurig und zum Superschurken Truth akumatisiert. Ebenfalls in der 4. Staffel erfährt Luka als Viperion die geheimen Identitäten von Marinette und Adrien, als beide von Wishmakers Kräften getroffen werden. Luka kann dabei noch die Zeit zurücksetzen, so dass niemand sonst die geheimen Identitäten erfährt. Dies hält er jedoch sowohl vor Marinette als auch vor Adrien geheim, bis Monarch, Marinette, Adrien und Lukas restliches Umfeld in der Folge „Auswanderung“ erfahren, dass er die Identitäten von Ladybug und Cat Noir weiß. Damit ist er nach Bunnyx die zweite Person, die die geheimen Identitäten der beiden kennt. Er muss daraufhin die Stadt verlassen und trifft bei seiner Weltreise auf Su-Han, der ihn in Mirakung Fu ausbildet, einer Kampfkunst, die man im Orden der Hüter der Miraculous lernt.

#### Félix Fathom/Argos/Flairmidable
Félix ist Adriens Cousin, der ihm sehr ähnlich sieht. In Gegenwart der Erwachsenen wirkt er gut erzogen, zeigt sich auch gern erwachsener, als er ist – hinten rum ist er böse und fühlt sich vor allem mit Hawk Moth verbunden. Da Gabriels Frau, Emélie Agreste, die Schwester von Félix' Mutter war, stammen die Eheringe von Gabriel und Emélie ebenfalls aus der Graham de Vanily-Familie. Jedoch wird Gabriels Ring in einer Folge von Félix geklaut, da er seiner Mutter eine Freude machen möchte. Öfters gibt er sich als Adrien aus um seine Ziele zu erreichen. Seit dem Finale der 4. Staffel ist er im Besitz des Pfauen-Miraculous und verwandelt sich damit in der 5. Staffel in Argos. Am Anfang ist er böse und später wird aus ihm ein Superheld. Er mag es nicht, Sentimonster zu zerstören. In „Emotionen“ weint er, nachdem er sein Sentimonster zerstörte. Er verliebt sich in Kagami und sie werden ein Paar. In „Repräsentation“ wird enthüllt, dass Félix selbst ein Sentimonster ist. Nachdem Félix, den sein Vater Colt mit dem kaputten Pfauen-Miraculous erschaffen hatte, auf die Welt kam, wurde Colt durch das Benutzen des Miraculous krank, ähnlich wie Emélie und Nathalie. Er begann, seinen Sohn als Monster anzusehen, misshandelte und kontrollierte ihn mit dem Amok in seinem Ring. Als Colt an den Folgen seiner Krankheit verstarb, eignete Félix sich den Ring seines Vaters an und erlangte so seine Freiheit. Er machte es sich zur Aufgabe, das Pfauen-Miraculous, das in der Lage war, ihm sein Leben auch wieder zu nehmen, zu bekommen und ging dafür das Tauschgeschäft mit Gabriel im Finale der vierten Staffel ein. In der fünften Staffel erfährt er von Kagami Ladybugs wahre Identität und im Finale dieser Staffel wird er Teil des Miraculous-Teams.

#### Rose Lavillant/Pigella/Princess Fragrance
Rose ist eine lebhafte und romantische Schülerin in Marinettes Klasse. Sie ist die beste Freundin von Juleka und schwärmt für den Prinzen Ali. Sie wurde, nachdem sie den Prinzen nicht treffen konnte, zur Superschurkin Princess Fragrance akumatisiert, die mit Parfüm alle zu ihren Dienern machen konnte. Sie ist Teil der Band Kitty Section. In Staffel 4 temporär und ab dem Finale von Staffel 5 permanent erhält sie das Schweine-Miraculous mit dem Kwami Daizzi. Mithilfe von Daizzi verwandelt sich Rose in die Superheldin Pigella. Ihre Superkraft ist es, den Herzenswunsch einer Person sichtbar zu machen.

#### Juleka Couffaine/Purple Tigress/Reflekta
Juleka ist die Zwillingsschwester von Luka und die beste Freundin von Rose. Sie ist eine stille und schüchterne Person. Gerne würde sie modeln, was ihr in „Reflekdoll“ gelingt. Als sie jedoch zu nervös war, wurde sie durch Marinette ersetzt, damit diese Adrien näher kommen konnte. Juleka wurde daraufhin zu Reflekta akumatisiert, eine Superschurkin, die alle wie sie aussehen lässt. Sie ist ebenfalls ein Teil der Band Kitty Section. Mithilfe des Tiger-Miraculous und dessen Kwami Roarr, welches sie in Staffel 4 temporär und ab dem Finale von Staffel 5 permanent bekommt, kann sie sich in die Superheldin Purple Tigress verwandeln.

### Kwamis
Kwamis sind Jahrtausende alte kleine Wesen, die in (Mode-)Schmuckstücken beheimatet sind (z. B. Ohrringe, Ring), den sogenannten Miraculous. Jeder Kwami repräsentiert ein abstraktes Konzept und sieht wie ein bestimmtes Tier aus. Wenn ein abstraktes Konzept im Universum entsteht, z. B. Erschaffung, wird ein zugehöriger Kwami geboren, in diesem Fall Tikki, der marienkäferähnliche Kwami der Erschaffung.
Kwamis verleihen ihren Besitzern übermenschliche Fähigkeiten. Die Kwamis selber können diese Fähigkeiten auch einsetzen, was aber meist zu großen Katastrophen führt. Die Kwamis waren bis zum Finale der 3. Staffel in einer achteckigen Kiste in Meister Fus Grammophon versteckt. Die beiden wichtigsten, Ladybugs Ohrringe und Cat Noirs Ring, liegen in einem Yin und Yang unter dem Deckel der Kiste. Weitere fünf Miraculous liegen in Form einer Blüte um die beiden herum, wobei zwei dieser Miraculous seit Beginn der Serie nicht im Besitz des Hüters sind, nämlich der Schmetterling und der Pfau. Die restlichen zwölf sind in kleinen Schubladen an den Seiten. Seit dem Finale der 3. Staffel ist die Miraculous-Schatulle ellipsenförmig und rot mit schwarzen Punkten, da Ladybug die neue Hüterin ist. Sie hält die Schatulle in einem Nähkasten versteckt, der nur geöffnet werden kann, indem sie einzelne Fadenspulen drückt. Zwölf dieser 19 Kwamis basieren auf der chinesischen Astrologie. Es gibt weitere Schatullen, zum Beispiel die Nordamerikanische, die in dem Special Miraculous World – New York, United Heroez auftaucht. Die Chinesische Schatulle stellt jedoch die Mutterschatulle dar und enthält die mächtigsten Miraculous.
Miraculous und deren Kwamis verfügen über besondere Kräfte, welche dem Besitzer in erster Linie Stärke und Schnelligkeit verleihen. Die zusätzlichen, von den jeweiligen Miraculous abhängigen Kräfte besitzen die Kwamis ebenfalls. Kwamis müssen immer ihrem Besitzer gehorchen, ob sie wollen oder nicht. Wird ein Miraculous von einem Kind oder Jugendlichen benutzt, kann die Superkraft nur einmal aktiviert werden (eine Ausnahme bildet das Hasen-Miraculous); danach bleiben dem Träger fünf Minuten, bis er sich zurückverwandelt. Nach der Rückverwandlung müssen die Kwamis für die nächste Verwandlung Energie tanken, indem sie etwas essen und sich ausruhen. Dieses Sicherheitssystem ist dafür da, Minderjährige zu schützen, da das Verwenden der Miraculous sowohl den Kwamis als auch Miraculous-Trägern sehr viel Kraft abverlangt. Wenn Minderjährige ihre Miraculous jedoch für das Böse einsetzen, wird dieses System überschrieben und sie können ihre Kräfte beliebig oft nutzen, ohne sich zurückverwandeln zu müssen, schaden dabei aber auch ihrem Körper. Ob man sein Miraculous für gute oder böse Zwecke benutzt, hat außerdem Einfluss auf die Verwandlungs- und Zurückverwandlungssprüche und teilweise darauf, wie die Kräfte heißen (die verzauberten Schmetterlinge heißen „Akuma“, wenn sie für das Böse, und „Kamiko“, wenn sie für das Gute eingesetzt werden). Kwamis können außerdem Kwagatamas erschaffen; das sind Amulette, mit denen man auf die Erinnerungen vergangener Träger des entsprechenden Miraculous zugreifen kann. In Staffel 5 nutzt Marinette ihres, um mit einem Hologramm von Jeanne d’Arc/Scarlet Fate, einer ehemaligen Trägerin des Marienkäfer-Miraculous, zu sprechen. In derselben Staffel erhält auch Adrien eins von Plagg; auch Alix hat eins von Fluff. In Staffel 6 erhält Alya eins von Tikki als Absicherung für den Fall, dass Marinette etwas zustoßen sollte.
Im Special Miraculous World – Shanghai, Die Legende von Ladydragon tauchen die „Cousins“ der Kwamis auf, die Renlings. Sie repräsentieren menschliche Werte und basieren auf einem Drachen, einem Adler, einer Schlange, einer Gottesanbeterin, einem Bären, einem Affen, einem Pferd und einem Tiger. Sie gehören alle zu einem einzigen Schmuckstück, dem Prodigious, einem Vorläufer der Miraculous. Wer das Prodigious trägt, wird Renren genannt und erhält die Kraft, sich in eines der Tiere zu verwandeln, auf denen die Renlings basieren (anders als bei den Miraculous, mit denen man nur ein Kostüm in Tierthema bekommt). Dazu muss der Renren aber auch den jeweiligen Wert des Renlings verkörpern. Wer sich also z. B. in einen Drachen verwandeln will, muss gerechte Absichten haben, weil Long-Long, der Drachen-Renling, die Gerechtigkeit repräsentiert. Mit dem Prodigious verwandelt sich Fei in Ladydragon.

#### Tikki
Tikki ist ein marienkäferähnlicher Kwami (rot mit schwarzen Punkten) und lebt in einem Paar Ohrringe. Sie ist, so wie jedes Kwami, tausende Jahre alt und diente schon einigen Ladybugs in den verschiedensten Zeitaltern. Allerdings wurde Tikki als allererstes erschaffen, bevor es die anderen Kwamis gab. Tikki bzw. deren Miraculous kann Dinge erschaffen und hilft auf diese Weise Ladybug dabei, ihre Gegner zu besiegen. Tikki wurde Marinette von Meister Fu unbemerkt übergeben, als sie ihm aus einer gespielten Notsituation geholfen hat.

#### Plagg
Plagg ist ein katzenähnlicher Kwami (komplett schwarz mit grünen Augen) und wohnt in dem Miraculous der Zerstörung, einem Ring. Er hat eine besondere Vorliebe für Käse, welche Adrien oft in schwierige Situationen bringt. Plagg wurde Adrien zugesteckt, als er dem vermeintlich hilflosen Meister Fu half.

#### Wayzz
Wayzz ist ein schildkrötenähnlicher Kwami, der sich anfangs im Besitz von Meister Fu befindet. Er ist der persönliche Kwami des Meisters, er kann sich aber aufgrund seines hohen Alters meist nicht verwandeln (außer im Doppelfolgen-Finale der dritten Staffel). Später erhält Nino das Miraculous von Wayzz. Er ist der Kwami des Schutzes.

#### Nooroo
Nooroo ist der persönliche Kwami von Gabriel Agreste und später Lila Rossi. Er landete unfreiwillig in ihrem Besitz und muss nun widerwillig ihren Befehlen gehorchen. Nooroo ähnelt einem Schmetterling. Durch seine Kräfte kann der jeweilige Träger des Miraculous die Schmetterlinge in Akumas (böse) oder Kamikos (gut) verwandeln. Er ist der Kwami der Übertragung.

#### Trixx
Trixx ist ein fuchsähnlicher Kwami und wurde von Meister Fu verwahrt. Alya nutzt ihn und wird zur Superheldin Rena Rouge, um Ladybug und Cat Noir zu unterstützen. Ab Staffel 4 darf Alya das Fuchs-Miraculous behalten. Trixx beherrscht die Kraft zur Erzeugung von Illusionen.

#### Pollen
Pollen ist ein bienenähnlicher Kwami und besitzt die Kraft der Betäubung. Bis Staffel 3 erhielt ihn Chloé, um sich in die Superheldin Queen Bee verwandeln zu können. In der vierten Staffel und seit dem Finale der fünften Staffel wird sie von Zoé genutzt, um sich in die Superheldin Vesperia zu verwandeln. Pollen ist der Kwami der Wirkung (engl. action).

#### Duusu
Duusu ist ein pfauenähnlicher Kwami und besitzt die Kraft, zu „amokisieren“. Das heißt, dass die Emotionen einer Person zu einem Monster werden. Natalie nutzte sie, um sich in die Superschurkin Mayura verwandeln zu können, in Staffel 4 wurde sie, zusammen mit Nooroo, von Gabriel Agreste genutzt, um sich in Shadow Moth zu verwandeln. In der 5. Staffel verwandelt sich Félix mit ihr in Argos. Duusu ist der Kwami der Emotion.

#### Longg
Longg ist ein drachenähnlicher Kwami (龙 lóng bedeutet auf Chinesisch Drache) und besitzt drei Kräfte. Er kann Wind, Wasser und Blitz erzeugen. Kagami wird durch ihn zur Superheldin Ryûko. Er ist der Kwami der Perfektion.

#### Sass
Sass ist ein schlangenähnlicher Kwami und besitzt die Kraft, die Zeit innerhalb der nächsten fünf Minuten mehrmals zurückzudrehen. Luka erhielt ihn und wird zum Superhelden Viperion. Er wurde aber vorher kurzzeitig von Adrien genutzt, der sich Aspik nannte. Er ist zudem das Oberhaupt der Kwamis in der Miraculous-Schatulle und der Kwami der Intuition.

#### Mullo
Mullo ist ein mausähnlicher Kwami und besitzt die Kraft der Vervielfältigung. Myléne verwandelt sich mit ihr zur Superheldin Polymouse, wurde aber früher schon von Marinette genutzt, die sich Multi Mouse nannte. Mullo ist der Kwami der Multiplikation.

#### Fluff
Fluff ist ein hasenähnlicher Kwami und besitzt die Kraft, durch Zeitportale in die Vergangenheit oder Zukunft zu reisen. Alix erhält ihn in der fünften Staffel und wird dann zur Superheldin Bunnyx, die das Hasen-Miraculous davor beschützen soll, erneut von Monarch gestohlen zu werden. Ihr erwachsenes Ich kennt man jedoch schon seit der 3. Staffel, als sie das erste Mal aus der Zukunft in die damalige Gegenwart von Ladybug und Cat Noir gereist kam. Fluff ist der Kwami der Evolution.

#### Kaalki
Kaalki ist ein pferdeähnlicher Kwami und besitzt die Kraft, durch Portale zu anderen Orten zu reisen. Sie wird von Max genutzt, um sich in den Superhelden Pegasus zu verwandeln. Kaalki ist der Kwami der Wanderung.

#### Xuppu
Xuppu ist ein affenähnlicher Kwami und besitzt die Kraft, die Kräfte anderer Personen zu stören. Kim nutzt ihn und wird zum Superhelden King Monkey. Er ist der Kwami der Verhöhnung.

#### Daizzi
Daizzi ist ein schweineähnlicher Kwami und besitzt die Kraft des Jubels und macht den größten Herzenswunsch einer Person sichtbar. Rose erhält sie von Ladybug und verwandelt sich in die Superheldin Pigella. Daizzi ist der Kwami des Jubels.

#### Roarr
Roarr ist ein tigerähnlicher Kwami und besitzt die Kraft des Schlags. Juleka verwandelt sich mit ihm in die Superheldin Purple Tigress. Er ist der Kwami der Euphorie (engl. elation).

#### Ziggi
Ziggi ist ein ziegenähnlicher Kwami und besitzt die Kraft der Schöpfung. Nathaniel erhält ihn von Ladybug und verwandelt sich in den Superhelden Caprikid. Er ist der Kwami der Leidenschaft.

#### Orikko
Orikko ist ein hahnenähnlicher Kwami und besitzt die Kraft der Sublimation. Marc nutzt ihn und wird zum Superhelden Rooster Bold. Er ist der Kwami der Überheblichkeit.

#### Barkk
Barkk ist ein hundeähnlicher Kwami und besitzt die Kraft des Apportierens. Sabrina verwandelt sich mit ihm in die Superheldin Miss Hound. Er ist der Kwami der Verehrung.

#### Stompp
Stompp ist ein ochsenähnlicher Kwami und besitzt die Kraft des Widerstands. Ivan wird durch ihn zum Superhelden Minotaurox. Er ist der Kwami der Entschlossenheit.

#### Liiri
Liiri ist der Kwami der Freiheit und gehört zu dem Adler-Miraculous aus der Nordamerikanischen Schatulle. Er taucht nur in dem Special Miraculous World – New York, United Heroez auf und ist der einzige namentlich bekannte Kwami, der nicht zur Chinesischen Schatulle gehört. Er besitzt die Kraft, andere von allem zu befreien, das sie daran hindert, ihr volles Potential auszuschöpfen. Jessica wird durch ihn zur Superheldin Eagle.

#### Gimmi
Gimmi ist der Kwami der Realität, der in der Serie erstmals in der letzten Folge der fünften Staffel vorkommt. Gabriel Agreste beschwört Gimmi, nachdem er es schafft, das Marienkäfer- und Katzen-Miraculous an sich zu reißen, indem er Tikki und Plagg dazu zwingt, ihre wahren Formen anzunehmen und durch Fusion zu Gimmi zu werden. Gimmi erfüllt Gabriel Agreste einen unausgesprochenen Wunsch, woraufhin das Universum zerstört und wieder neu erschaffen wird. Im Special Miraculous World Paris: Geschichten von Shadybug und Claw Noir wurden Tikki und Plagg in einem Paralleluniversum vom "Supreme" mit einem magischen Siegel belegt, das verhindert, dass sie zu Gimmi werden und jemandem einen Wunsch erfüllen können.

## Synchronisation
| Rolle                               | Französischer Sprecher                                     | Englischer Sprecher                                            | Deutscher Sprecher                                         |
| ----------------------------------- | ---------------------------------------------------------- | -------------------------------------------------------------- | ---------------------------------------------------------- |
| Marinette Dupain-Cheng / Ladybug    | Anouck Hautbois                                            | Cristina Vee                                                   | Lydia Morgenstern Lina Rabea Mohr (2. Stimme in Staffel 4) |
| Tikki (Marienkäfer-Kwami)           | Marie Nonnenmacher                                         | Mela Lee                                                       | Jennifer Weiß                                              |
| Adrien Agreste / Cat Noir           | Benjamin Bollen                                            | Bryce Papenbrook                                               | Maximilian Artajo                                          |
| Plagg (Katzen-Kwami)                | Thierry Kazazian                                           | Max Mittelman                                                  | Konrad Bösherz                                             |
| Gabriel Agreste / Hawk Moth         | Antoine Tomé                                               | Keith Silverstein                                              | Peter Flechtner                                            |
| Nooroo (Schmetterlings-Kwami)       | Martial Le Minoux                                          | Ben Diskin                                                     | Dirk Petrick                                               |
| Nathalie Sancoeur / Mayura          | Marie Diot                                                 | Sabrina Weisz                                                  | Christin Quander                                           |
| Duusu (Pfauen-Kwami)                | Fanny Bloc                                                 |                                                                | Lisa May-Mitsching                                         |
| Alya Césaire / Rena Rouge           | Fanny Bloc                                                 | Carrie Keranen                                                 | Yvonne Greitzke                                            |
| Trixx (Fuchs-Kwami)                 | William Coryn                                              | Cherami Leigh                                                  | Tim Sander                                                 |
| Nino Lahiffe / Carapace             | Alexandre Nguyen                                           | Ben Diskin Zeno Robinson (ab Staffel 4)                        | Christian Zeiger                                           |
| Wayzz (Schildkröten-Kwami)          | Patrick Préjean                                            | Christopher Corey Smith                                        | Dirk Stollberg                                             |
| Meister Wang Fu                     | Gilbert Lévy                                               | Paul St. Peter                                                 | Michael Pan                                                |
| Kagami Tsurugi / Ryûko              | Clara Soares                                               | Faye Mata                                                      | Marieke Oeffinger                                          |
| Longg (Drachen-Kwami)               | Marie Nonnenmacher                                         |                                                                | Florian Hoffmann                                           |
| Luka Couffaine / Viperion           | Maxime Baudouin                                            | Andrew Russell                                                 | Amadeus Strobl                                             |
| Sass (Schlangen-Kwami)              | Alexandre Nguyen                                           | Ben Diskin                                                     | Gerald Schaale                                             |
| Chloé Bourgeois / Queen Bee         | Marie Chevalot                                             | Selah Victor                                                   | Gabrielle Pietermann                                       |
| Zoé Lee / Vesperia                  |                                                            | Deneen Melody                                                  | Magdalena Höfner                                           |
| Pollen (Bienen-Kwami)               | Emmylou Homs                                               | Cassandra Lee Morris                                           | Anni C. Salander                                           |
| Lila Rossi                          | Clara Soares                                               | Lisa Kay Jennings                                              | Victoria Frenz                                             |
| Félix Fathom                        | Benjamin Bollen                                            | Bryce Papenbrook                                               | Nicolás Artajo                                             |
| Amelie Graham de Vanily             |                                                            | Caitlin Glass                                                  | Ursula Hugo                                                |
| Alix Kubdel / Bunnyx                | Adeline Chetail (Staffel 1) Marie Nonnenmacher (Staffel 2) | Kira Buckland                                                  | Luisa Wietzorek                                            |
| Fluff (Hasen-Kwami)                 | Laura Préjean                                              | Ryan Bartley                                                   | Daniela Reidies                                            |
| Juleka Couffaine / Purple Tigress   | Marie Nonnenmacher                                         | Reba Buhr                                                      | Daniela Molina                                             |
| Roaar (Tiger-Kwami)                 |                                                            | Jessica DiCicco Sandy Fox (ab Staffel 3)                       | Peggy Pollow                                               |
| Rose Lavillant / Pigella            | Jessie Lambotte                                            | Reba Buhr                                                      | Henrike von Kuick                                          |
| Lê Chiến Kim / King Monkey          | Alexandre Nguyen                                           | Grant George                                                   | Ricardo Richter                                            |
| Xuppu (Affen-Kwami)                 | William Coryn                                              |                                                                |                                                            |
| Max Kanté / Pegasus                 | Martial Le Minoux                                          | Ben Diskin Zeno Robinson (ab Staffel 4)                        | Sebastian Fitzner                                          |
| Kaalki (Pferde-Kwami)               | Fanny Bloc                                                 | Deneen Melody                                                  |                                                            |
| Markov                              | Alexandre Nguyen                                           | Grant George                                                   | Patrik Cieslik                                             |
| Mylène Haprèle                      | Jessie Lambotte                                            | Jessica Gee                                                    | Lisa Braun                                                 |
| Ivan Bruel                          | Franck Tordjman                                            | Max Mittelman                                                  | Marios Gavrilis                                            |
| Nathaniel Kurtzberg                 | Franck Tordjman                                            | Michael Sinterniklaas                                          | Constantin von Jascheroff                                  |
| Sabrina Raincomprix                 | Marie Nonnenmacher                                         | Marieve Herington (Staffel 1) Cassandra Lee Morris (Staffel 2) | Jill Böttcher                                              |
| Caline Bustier                      | Jessie Lambotte                                            | Dorothy Fahn                                                   | Isabelle Schmidt                                           |
| Denis Damocles                      | Gilbert Lévy                                               | JC Hyke                                                        | Frank Ciazynski                                            |
| Olga Mendeleiev                     | Nathalie Homs                                              | Philece Sampler                                                | Heide Domanowski                                           |
| Sabine Cheng                        | Jessie Lambotte                                            | Philece Sampler Anne Yatco (ab Staffel 4)                      | Ulrike Stürzbecher                                         |
| Tom Dupain                          | Martial Le Minoux                                          | Christopher Corey Smith                                        | Uwe Jellinek                                               |
| Rolland Dupain                      | Martial Le Minoux                                          | Paul St. Peter                                                 | Rainer Gerlach                                             |
| André Bourgeois                     | Gilvert Lévy                                               | Joe Ochman                                                     | Uwe Büschken                                               |
| Audrey Bourgeois                    | Céline Melloul                                             | Haviland Stillwell                                             | Dascha Lehmann                                             |
| Butler Jean-Yves                    | Martial Le Minoux                                          | Ben Diskin                                                     | Christian Gaul                                             |
| Roger Raincomprix                   | Martial Le Minoux                                          | Christopher Corey Smith                                        | Olaf Reichmann (Staffel 1) Bernhard Völger                 |
| Claudie Kanté                       | Laura Préjean                                              |                                                                | Susanne Geier                                              |
| Marlena Césaire                     | Nathalie Homs                                              | Erin Fitzgerald                                                | Katja Schmitz                                              |
| Otis Césaire                        | Éric Peter                                                 | Paul St. Peter                                                 | Erich Räuker                                               |
| Nora Césaire                        | Céline Melloul                                             | Uzo Aduba                                                      | Magdalena Turba                                            |
| Ella Césaire                        | Marie Nonnenmacher                                         | Cherami Leigh                                                  | Selina Maluche                                             |
| Etta Césaire                        | Jessie Lambotte                                            | Cherami Leigh                                                  |                                                            |
| Alim Kubdel                         |                                                            | Todd Haberkorn                                                 | Bernd Vollbrecht                                           |
| Jalil Kubdel                        | Franck Tordjman                                            | Vic Mignogna                                                   | Julien Haggège                                             |
| Anarka Couffaine / Captain Hardrock | Laura Préjean                                              | Nika Futterman                                                 | Katrin Zimmermann                                          |
| Fred Haprèle                        | Franck Tordjman                                            | Ezra Weisz                                                     | Viktor Neumann                                             |
| Nadja Chamack                       | Jessie Lambotte                                            | Sabrina Weisz                                                  | Leonie Dubuc                                               |
| Manon Chamack                       | Marie Nonnenmacher                                         | Stephanie Sheh                                                 | Carola Boetius                                             |
| Clara Contard                       | Clara Soares                                               | Kelly Baskin                                                   | Sophie Habeck (bis Staffel 3) Peggy Pollow (Staffel 4)     |
| Armand D'Argencourt                 | Patrick Préjean                                            | Joe Fria                                                       | Stefan Staudinger                                          |
| Alec Cataldi                        | Franck Tordjman                                            | André Gordon                                                   | Andi Krösing                                               |
| Aurore Beauréal                     | Geneviève Doang                                            | Mela Lee                                                       | Maria Hönig                                                |
| Mireille Caquet                     | Marie Nonnenmacher                                         | Mela Lee                                                       | Anna Gamburg                                               |
| Théo Barbot                         | Franck Tordjman (Staffel 1) Martial Le Minoux (Staffel 2)  | Brian Beacock                                                  | Michael Ernst                                              |
| Vincent, der Fotograf               |                                                            | Matt Mercer                                                    | Sebastian Christoph Jacob                                  |
| Albert, der Computer                | Martial Le Minoux                                          | Ezra Weisz                                                     | Constantin Lücke                                           |
| André Glacier                       | Philippe Roullier                                          | Ezra Weisz                                                     | Henning Bormann                                            |
| Prinz Ali                           | Alexandre Nguyen                                           | Keith Silverstein                                              | Julius Jellinek                                            |
| Assistentin des Prinzen             | Nathalie Homs                                              | Philece Sampler                                                | Julia Kaufmann                                             |
| Simon Grimault                      | Franck Tordjman                                            | Ezra Weisz                                                     | Wanja Gerick                                               |
| Wang Cheng                          | Philippe Roullier                                          | Todd Haberkorn                                                 | Tobias Müller                                              |
| Ondine                              | Clara Soares                                               | Erika Harlacher                                                | Jodie Blank                                                |
| Jagged Stone                        | Matthew Géczy                                              | Lex Lang                                                       | Karlo Hackenberger                                         |
| Clara Nightingale                   | Clara Soares                                               | Allegra Clark                                                  | Nicole Hannak                                              |
| Xavier-Yves „XY“ Roth               |                                                            | Ben Diskin                                                     | Raúl Richter                                               |
| Bob Roth                            | Gilbert Levy                                               | Grant George                                                   | Reinhard Scheunemann                                       |
| Santa Claus                         | Martial Le Minoux                                          | Joe Ochman                                                     | Helmut Krauss (Staffel 2) Reinhard Scheunemann (Staffel 3) |

## Manga
Eine Umsetzung der Geschichte als Manga wurde geschaffen von Autor Koma Warita und gezeichnet von Riku Tsuchida. Sie erscheint seit 2021 in Japan und umfasst bisher drei Sammelbände. Eine deutsche Fassung, übersetzt von Dorothea Klepper, wird seit Dezember 2022 von Planet Manga in bisher drei Bänden veröffentlicht.